# Aporosa symplocoides
Aporosa symplocoides är en emblikaväxtart som först beskrevs av Joseph Dalton Hooker, och fick sitt nu gällande namn av Andrew Thomas Gage. Aporosa symplocoides ingår i släktet Aporosa och familjen emblikaväxter.

## Underarter
Arten delas in i följande underarter:
- A. s. chalarocarpa
- A. s. symplocoides